# Attilio Vivacqua
Attilio Vivacqua (Espírito Santo do Rio Pardo, 11 de outubro de 1894 — 21 de janeiro de 1961) foi um político brasileiro. Ocupou diversos cargos públicos, tendo sido senador de 1946 a 1961.
Seus pais eram Antonio Vivacqua, imigrante italiano, e Etelvina Vieira de Souza Monteiro, capixaba. Foi criado em Cachoeiro de Itapemirim, estudou no Ginásio Pedro Palácios, casou-se com Jenny Silva Vivácqua e tiveram três filhos: Antônio Carlos, Jussara e Atílio Geraldo.
Fundou e dirigiu por vários anos o jornal "O Município" da cidade de Cachoeiro de Itapemirim, que chegou a ser, em certa época, um dos principais jornais do Estado. Foi Jornalista, Vereador Presidente da Câmara de Cachoeiro de Itapemirim, Deputado Estadual, Senador da República entre 1946 a 1961, Secretário de Estado da Educação, Publicista, Presidente da Ordem dos Advogados do Brasil (OAB).
Deixou grande contribuição para a literatura jurídica nacional e, como secretário de Estado da Educação, numerosos trabalhos.
Era irmão de Dora Vivacqua (1917–1967), mais conhecida pelo nome artístico Luz del Fuego, dançarina, naturista, atriz, escritora e feminista brasileira. Durante a sua vida, Attilio fez de tudo para atrapalhar os projetos da irmã.